# جاك سبارو
القبطان جاك سبارو (بالإنجليزية: Captain Jack Sparrow)‏ هو شخصية خيالية لقبطان قرصان في سلسلة أفلام قراصنة الكاريبي، وهو أحد الشخصيات الرئيسية في السلسلة. قام بأداء دوره الممثل جوني ديب، وترشح على إثره لنيل جائزة الأوسكار لأفضل ممثل في دور رئيسي في الفيلم الأول.
جاك سبارو، هو زعيم القراصنة في البحر الكاريبي، ويمكن أن يكون شريراً إذا تطلب الأمر، يعيش في الحياة في الغالب عن طريق استخدام الذكاء والتفاوض بدلاً من الأسلحة والقوة، إلا انه سيحارب إذا لزم الأمر، وهو يحاول الفرار دائماً من أخطر المواقف. ويسعى لإستعادة سفينة اللؤلؤة السوداء من غريمه هكتور باربوسا في الجزء الأول من السلسلة، وفي الأجزاء التالية، يحاول الهرب من القتل على يد ديفي جونز الكابتن الأسطوري بينما يحارب شركة الهند الشرقية للتجارة المحدودة.

## حول شخصية جاك سبارو
جاك سبارو هو قرصان، وهو قبطان سفينة اللؤلؤة السوداء أسرع سفينة في البحر الكاريبي. أكثر ما يميزه هو قدرته على المراوغة عدا عن كونه قرصان ماكر ومخادع، يمتاز بسرعة خاطر مذهلة وقدرة على المبادرة، مما يجعل عملية النيل منه من قبل أعدائه عملية شبه مستحيلة. مطلوب للعدالة لجرائمه ضد شركة الهند الشرقية، والتي فشل وكلاؤها الواحد تلو الآخر في القبض عليه. للوهلة الأولى يظهر جاك سبارو كشخصية دنيئة لكن مع تعاقب أحداث الفيلم يتبين على أنه صاحب مواقف مشرفة وشجاعة في اللحظات الحرجة، ويسهل على المشاهد التعاطف معه.

## شكل الشخصية حسب تصوير الفيلم
جاك سبارو شخصية مميزة من حيث المظهر العام، فهو يعبّر تماماً عن هويته كقرصان هارب من العدالة يندمج ويحرك أحداث كبيرة في الفيلم والرواية، يرتدي جاك سبارو ملابس القراصنة المتعارف عليها بشكل عام وتفصيلها كالتالي: قبعة البحارة المثلثة الجلدية (وهي من إضافات جوني ديب على الشخصية) وربطة رأس قماشية حمراء تحت القبعة، جدائل الشعر ذو الخرزات المتدلية منه، جديلتان صغيرتان على الذقن بهما خرزتان، حزامان عريضان على الوسط للأسلحة، معطف تحته قميص واسع أبيض اللون، سروال طويل، حذاء طويل بني اللون برقبة متدلية.
جاك سبارو له شارب ولحية صغيرة ويضع الكحل الأسود في عينيه، بحيث يبدو كالغجر في مظهره، ويزيد من ذلك استخدامه للخرزات ولبس الخواتم المتعددة في كلتا اليدين.
وأيضًا له شخصية مضحكة جداً وهي حركاته مثل الميلان أثناء الكلام

### الوشم
يوجد وشم كبير على ذراعه، بحيث لا يظهر إلا عندما يشمر عن ساعده، عليه رسم عصفور طائر على ذراعه ويفسر ذلك اسمه (سبارو) وهي تعني بالإنجليزية «العصفور».

### أسلحة جاك سبارو
مطواة - سيف - بندقية

## الظهور

### لعنة اللؤلؤة السوداء

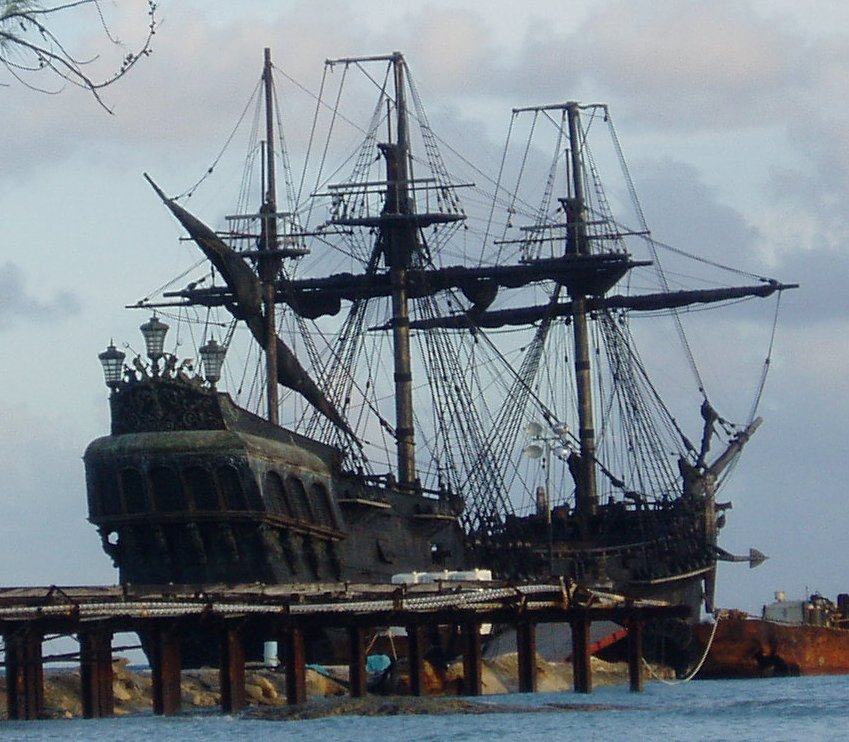
سفينة اللؤلؤة السوداء

قدم سبارو في الفيلم الأول باعتباره قبطان سفينة اللؤلؤة السوداء الذي تمرد عليه طاقمه، ونبذه على جزيرة مهجورة مع مسدس وطلقة واحدة لينتحر. تمكن سبارو من النجاة، وسعى لإستعادة سفينته وتحقيق انتقامه من خصمه هكتور باربوسا، نائبه السابق على اللؤلؤة السوداء وقائد التمرد، بقتله بالرصاصة الوحيدة التي احتفظ بها عشر سنوات لأجله.

### قراصنة الكاريبي: صندوق الرجل الميت
في الفيلم الثاني، ظهر أن سبارو حصل منذ البداية على سفينته اللؤلؤة السوداء عن طريق عقد دم مع القرصان الأسطوري ديفي جونز قبطان سفينة الهولندي الطائر، ويعود ديفي جونز في أحداث الفيلم ليلزم جاك سبارو بدفع روحه مقابل السفينة بعد ثلاثة عشر عاماً. وتدور أحداث الفيلم حول مُحاولة سبارو التهرب من دينه، عن طريق إيجاد الصندوق الذي يحوي قلب ديفي جونز، كونها الطريقة الوحيدة التي يستطيع من خلالها الضغط على ديفي جونز وحتى تهديده وقتله.

### عند نهاية العالم
تبدأ أحداث الفيلم الثالث، بوجود سبارو مع سفينته في خزانة ديفي جونز، مصاب بالهلوسة إلى أن يأتي أفراد طاقمه السابق لإنقاذه، ليخرجوا بعد ذلك لمواجهة ديفي جونز وشركة الهند الشرقية. كما ويتبين من خلال الفيلم، أن جاك سبارو هو حامل لإحدى قلادات القرصنة التسعة، الموجودة في العالم. والتي يستحيل انعقاد مجلس القرصنة العالمي بدون حاملها.

### في بحار غريبة

بينيلوب كروز بتجسيد شخصية أنجيليكا تيتش

يلتقي جاك سبارو بالفتاة الغامضة سريّة الطبع أنجليكا تيتش (التي تؤدي شخصيتها بينلوب كروز). فتتوالى الاحداث بينهما إذا كانت هناك قصة حب قديمة بينهما وتنمو كثير من الاسئلة داخل جاك هل أنجيليكا مجرّد مغامِرة دون ضمير تريد استغلال جاك سبارو لكي تجد ينبوع الحياة ما أن ألزمت آنجيليكا جاك سبارو على الركوب على متن الباخرة «كوينز آن ريفنج»، وهي باخرة القرصان الشرير «بلاك بيرد» (ايان ماكشين)الذي ظهر بشخصية والد أنجيليكا. وجينها وجد جاك نفسه في مغامرة محفوفة بالمفاجأت وبات محتاراً لا يدري إن كان عليه أن يخشى القرصان الشرير أو آنجيليكا، خاصةً وأنّ ماضيا سريّا يربطه بها.
كان القرصان بلاك بيرد يبحث عن ينبوع الحياة الأبدية حتى أستطاع تجنيد جاك سبارو للعمل معه وفي نهاية المطاف وصلوا للينبوع وكان يوجد كأسين لا بد أن يشرب شخص من كأس الموت وأخر من كأس الحياة (الذي به دمعه من عروسة البحر) وأستطاع جاك أن يتمكن من الكأسين حيث كانت أنجليكا تريد الموت من أجل ابيها لكن جاك قد خدعهم وأعطى بلاك بيرد كأس الموت وأعطى انجليكا كأس الحياة.

### الرجال الأموات لا يحكون حكايات
يعود جاك سبارو في مغامرة جديدة، حيث يقوم القرصان سلازار (خافيير بارديم) بإطلاق سراح مجموعة من أكثر أشباح القراصنة الموتى خطرًا من مثلث الشيطان، ويقوم الأشباح بالهجوم على القراصنة المتواجدين في البحر، بمن فيهم جاك سبارو نفسه، والأمل الوحيد الباقي أمام سبارو لإيقاف هذا الخطر هو أن يحوز على رمح بوسيدون الذي سيسمح له بالسيطرة على كافّة البحور.

## جاك سبارو وجاك وارد
ووفقا لموقع إنسايد هوليوود، فإن شخصية جاك سبارو مقتبسة من شخصية جاك واردالقرصان الذي كان معروف باسم «جاك بيردي».
ولد جاك سنة 1553م في ففرشم، كينت ، في جنوب شرق انجلترا. جاك ولد في عائلة فقيرة في المناطق الساحلية، قضى سنوات شبابه في صيد أسماك المستنقعات. وأصبح جاك أخطر قرصان والأكثر مهابة في العالم بعد غزو الأرمادا الاسپانية لانجلترا في عام 1588م. عمل قرصانا وناهبا للسفن الاسبانية بترخيص من الملكة إليزابيث الأولى. بعد اعتلاء جيمس الأول العرش سنة 1603م، أنهى الحرب مع إسبانيا، وأثر ذلك في وضع القراصنة وأُجبروا على التوقف عن العمل. ومع ذلك رفض العديد منهم التخلي عن مصدر رزقهم واستمروا في عملهم من دون ترخيص القصر الملكي. وفي نفس السنة 1603م إلتحق جاك بالبحرية الملكية البريطانية حيث تم وضعه في قاعدة حربية بحرية وعمل على متن سفينة تسمى ليونز ويلب. وبعد اسبوعين قام جاك و30 من زملائه بسرقة سفينة صغيرة كانت راسية في بورتسموث في منطقة هاربور. وتم انتخاب جاك من طرف رفاقه كزعيم لهم وكانت أول مرة في التاريخ يتم انتخاب زعيم للقرصان. أبحر جاك وطاقمه إلى جزيرة وايت واستولوا على سفينة أخرى تسمى ذي فيوليت وقام جون بتغير اسم السفينة إلى ليتل جون أي «جون الصغير». وكانت السفينة تحوي على متنها كنزا للاجئين كاثوليك رومانيين.وفشلت العملية لعدم إيجاد أي أثر للكنز، ولكن جاك استعمل ذي فيوليت للاستلاء على سفينة فرنسية أكبر بكثير. أبحر جاك وطاقمه إلى البحر الأبيض المتوسط واستولى على سفينة حربية و32 بندقية كانت على متنها فغير إسمها إلى ذي جيفت أي «الهبة»  ثم بدأ جاك وطاقمه بمهاجمة السفن التجارية لمدة سنتين.مر جاك قرب ساحل مدينة سلا المغربية سنة 1605م إلتقى جاك بحارة إنجليز وألمان وانضموا إلى طاقمه مثل ريتشارد بيشوب وأنطوني جونسون. إتفق جاك مع حاكم تونس العثماني عثمان داي لاستخدام تونس كقاعدة للعمليات في مقابل خُمس الغنائم. من هذه القاعدة قام جاك وارد بالاستلاء على عدة سفن تجارية ذات قيمة بسهولة بما في ذلك سفينة رينييرا إ سودرينا ذات ال60 طن. بعد عودته إلى تونس في يونيو 1607م تم إبلاغ جاك أن رينييرا إ سودرينا بدأت تغرق مع عدد من ضباطه، هجر جاك السفينة إلى واحدة من السفن الفرنسية التي كان قد غنمها. وغرقت رينييرا إ سودرينا في سواحل اليونان مع 400 من أفراد الطاقم منهم 250 مسلم و150 إنجليز.وبعد عدة أسابيع فقد جاك سفينته الخاصة واثنين آخرين استولت عليهما حكومة البندقية.بعد الغضب العارم اللذي انتشر بين المسلمين على جاك وارد لغرق 250 مسلم من رجاله  بعث إلى جيمس الأول ملك إنجلترا رسالة إستعطاف يطلب فيها عفوا ملكيا والتي قبلت بالرفض القاطع. عاد جاك إلى تونس وحصل على حماية تونسية كما وعده عثمان داي من قبل. اعتبر اسلام جاك واسمه العربي فضيحة وقام العديد من الأدباء في أوروبا بإدانة جاك وارد في أعمالهم الأدبية ونعتوه بالمجاهد البحري والمرتد عن المسيحية والمعتنق لدين العرب، ففي سنة 1612م أقيمت مسرحية للأديب الدرامي روبيرت دابورن بعنوان «مسيحي يتحول إلى التركية». اعتنق جاك الإسلام وغير اسمه إلى يوسف ريس وتزوج من ايطالية في حين استمر في إرسال المال لزوجته الإنجليزية. وعاش ماتبقى من حياته بقصره في تونس.

## جوني ديب في دور جاك سبارو

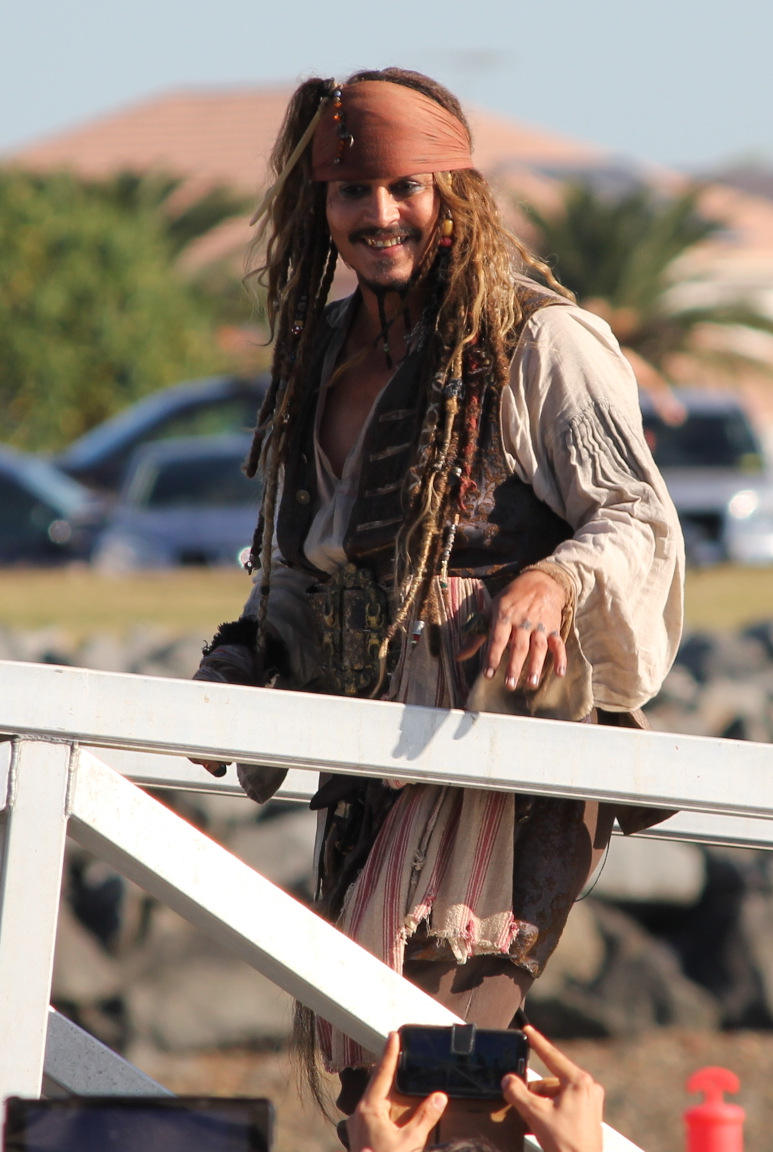
النجم جوني ديب مجسداً شخصية جاك سبارو 2015

ساهم جوني ديب في تطوير شخصية جاك سبارو بشكل كبير عما كان مكتوباً في الأصل من حيث الأداء العام للشخصية وكذلك من حيث المظهر ومن ذلك القبعة الجلدية المميزة وربطة الرأس الحمراء تحت القبعة الجلدية حتى يتخذ مظهراً أقرب إلى مظهر الغجر.
لعب جوني ديب دور القبطان جاك سبارو بإتقان، وبما أن شخصية جاك سبارو هي الشخصية المحورية في سلسلة أفلام قراصنة الكاريبي فقد تم ترشيحه لبعض الجوائز وفاز ببعضٍ منها:

### جائزة الأوسكار
- عام 2003 تم ترشيحه لجائزة أفضل ممثل في دور رئيسي لفيلم قراصنة الكاريبي: لعنة اللؤلؤة السوداء

### الجائزة البريطانية للأفلام
- عام 2003 تم ترشيحه لجائزة أفضل ممثل في دور رئيسي لفيلم قراصنة الكاريبي: لعنة اللؤلؤة السوداء.

### جائزة غولدن غلـوب
- عام 2003 تم ترشيحه لجائزة أفضل ممثل في فيلم موسيقي أو كوميدي لفيلم قراصنة الكاريبي: لعنة اللؤلؤة السوداء.
- عام 2006 تم ترشيحه لجائزة أفضل ممثل في فيلم موسيقي أو كوميدي لفيلم قراصنة الكاريبي: صندوق الرجل الميت.

### جوائز إم تي في للأفلام
- عام 2004 فاز بجائزة أفضل رجل لفيلم قراصنة الكاريبي: لعنة اللؤلؤة السوداء.
- عام 2004 تم ترشيحه لجائزة أفضل كوميدي لفيلم قراصنة الكاريبي: لعنة اللؤلؤة السوداء.
- عام 2006 فاز بجائزة أفضل ممثل لفيلم قراصنة الكاريبي: صندوق الرجل الميت.
- عام 2008 فاز بجائزة أفضل كوميدي لفيلم قراصنة الكاريبي: في نهاية العالم.

### جوائز بيبول تشويس
- عام 2007 فاز بجائزة أفضل مزدوج لفيلم قراصنة الكاريبي: صندوق الرجل الميت. بالاشتراك مع كيرا نايتلي.

### جائزة رامبرانت
- عام 2008 فاز بجائزة أفضل ممثل أجنبي في فيلم قراصنة الكاريبي: صندوق الرجل الميت.